# Mîhailo Hrușevskîi
Mihail Serhiovici Hrușevski (în ucraineană Михайло Сергійович Грушевський; n. 29 septembrie 1866, Holm, Polonia Congresului, Imperiul Rus – d. 26 noiembrie 1934, Kislovodsk, RSFS Rusă, URSS) a fost un academician, politician și istoric ucrainean, una dintre cele mai importante persoane din timpul renașterii Ucrainei de la începutul secolului al XX-lea. A decedat în circumstanțe necunoscute în 1934.